# 富士通ITプロダクツ
株式会社富士通ITプロダクツ（ふじつうアイティープロダクツ、FUJITSU IT PRODUCTS LIMITED）は、石川県かほく市に本社を置く日本のコンピュータシステム製造メーカー。富士通の完全子会社である。

## 概要
2002年、富士通とPFUの合弁会社として設立。富士通とPFUのコンピュータシステムの生産分野を集約した工場として、CPUの生産から本体の組立まで一貫して行なっている。
また、富士通と理化学研究所が共同開発した次世代スーパーコンピュータシステム「京」の生産メーカーであり、2010年9月28日に初出荷された。

## 主な製品
- サーバー
- ストレージ

理化学研究所との開発製品
- スーパーコンピュータ「京」
- スーパーコンピュータ「富岳」
  - 「京」の後継機である「富岳」は、同じくかほく市の本社で製造。2019年12月2日に理化学研究所計算科学研究センター（兵庫県神戸市中央区）へ向けて初出荷された[4][5][6]。また、「京」および「富岳」を石川県で製造した縁から、理化学研究所は2020年1月25日に金沢歌劇座（石川県金沢市）で「スーパーコンピュータ「富岳」を知る集い」を開催した[7][8]。

## 所在地
本社・工場
〒929-1196 石川県かほく市笠島ト1番地1
沼津分室
〒410-0396 静岡県沼津市宮本140番地